# Jan Štěrba
Npor. Jan Štěrba (* 1. června 1981 Praha) je český sportovec, rychlostní kanoista-kajakář, bronzový olympijský medailista z Letních olympijských her 2012 v Londýně na čtyřkajaku (společně s Danielem Havlem, Lukášem Trefilem a Josefem Dostálem).